# SG Schurwald
Die SG Schurwald ist ein deutsches Beachhandball-Team der Männer aus Rechberghausen im Landkreis Göppingen. Die SG besteht vorwiegend aus Hallenhandballspielern aus dem Großraum Göppingen.

## Geschichte
Die SG Schurwald wurde 2010 gegründet. Trainer ist seither Sven Fischer.
2011 gewann die SG erstmals die Süddeutsche Meisterschaft. 2012 und 2013 wurde der Gewinn der Süddeutschen Meisterschaft wiederholt.
Bei den German Open 2014 in Wildeshausen belegte die SG den 4. Platz.
Bei den Beachhandball Masters 2015 in Berlin wurde die SG Dritter. Bei den Deutschen Meisterschaften 2015 in Kassel schied die SG im Viertelfinale aus.
Bei den Deutschen Meisterschaften 2016 in Berlin schied die SG in der Vorrunde aus.
2017 wurde die SG in Berlin Deutscher Meister und qualifizierte sich damit für den EHF Beach Handball Champions Cup. Beim EHF Beach Handball Champions Cup 2017 auf Gran Canaria wurde die SG Zwölfter.

## Bekannte Sportler der SG Schurwald
- Emil Paulik, deutscher Beachhandball-Nationalspieler
- Daniel Rebmann, deutscher Beachhandball-Nationaltorwart[1]
- Kim Schmid, deutscher Beachhandball-Nationalspieler
- Dominik Weiß, deutscher Beachhandball-Nationalspieler[1]